# 千嘉千涙(senka-senrui)
『千嘉千涙(senka-senrui)』(せんかせんるい)は、日本のスカパンクバンド、KEMURIの3枚目のアルバム。2000年9月6日発売。

## 概要
- オリジナルアルバムとしては前作『77 Days』から約2年ぶりのアルバム。増井朗人脱退後の6人での新体制の初のアルバムであり、新生Kemuriを意識して制作したとボーカルの伊藤ふみおが述べている[1]。バンド初のオリコントップ10入りを果たした。
- アルバムタイトルの千嘉千涙は、"たくさんの喜びと、たくさんの悲しみ"を組み合わせたメンバーによる造語である[1]。

## 収録曲
1. One Life, No Regret [3:10] 
  - 作詞:伊藤史生/作曲:津田紀昭,森村亮介
2. Falling Down [3:05] 
  - 作詞:伊藤史生/作曲:津田紀昭,森村亮介
3. Egotistic And Weak Fragment Of Creation [3:01] 
  - 作詞:伊藤史生/作曲:南英紀,増井朗人
4. In The Perfect Silence [3:02] 
  - 作詞:伊藤史生/作曲:森村亮介,南英紀
5. Kirisame [3:19] 
  - 作詞:伊藤史生/作曲:津田紀昭,小林健
6. Lullaby [2:41] 
  - 作詞:伊藤史生/作曲:津田紀昭,森村亮介
7. One Drop Liberation [2:57] 
  - 作詞:伊藤史生/作曲:森村亮介
8. Into Sands [4:00] 
  - 作詞:伊藤史生/作曲:小林健,平谷庄至
9. The Colors [2:42] 
  - 作詞:伊藤史生/作曲:森村亮介,平谷庄至
10. Oneday [2:38] 
  - 作詞:伊藤史生/作曲:津田紀昭,増井朗人
11. Ancient Wind [2:49] 
  - 作詞:伊藤史生/作曲:津田紀昭,森村亮介
12. Fight Vices Inside [2:44] 
  - 作詞:伊藤史生/作曲:津田紀昭,小林健
13. Hoshizora To Heishi [3:51] 
  - 作曲:伊藤史生,津田紀昭,森村亮介,南英紀,小林健,平谷庄至
14. Mangetsu No Yoru Ni Hana [2:53] 
  - 作詞:伊藤史生/作曲:津田紀昭,森村亮介,南英紀,小林健,平谷庄至,Mike Park
15. Scream For My Dream [3:39] 
  - 作詞:伊藤史生/作曲:森村亮介,南英紀